# Liste der Geotope im Landkreis Passau
Diese Liste enthält die Geotope des Niederbayerischen Landkreises Passau in Bayern.
Die Liste enthält die amtlichen Bezeichnungen für Namen und Nummern des Bayerischen Landesamt für Umwelt (LfU) sowie deren geographische Lage. Diese Liste ist möglicherweise unvollständig. Im Geotopkataster Bayern sind etwa 3.400 Geotope (Stand März 2020) erfasst. Das LfU sieht einige Geotope nicht für die Veröffentlichung im Internet geeignet. Einige Objekte sind zum Beispiel nicht gefahrlos zugänglich oder dürfen aus anderen Gründen nur eingeschränkt betreten werden.
| Name                                                        | Bild           | Geotop ID | Gemeinde / Lage                  | Geologische Raumeinheit | Beschreibung | Fläche m² / Ausdehnung m | Geologie | Aufschlussart                  | Wert               | Schutzstatus                          | Bemerkung                       |
| ----------------------------------------------------------- | -------------- | --------- | -------------------------------- | ----------------------- | --- | ------------------------ | --- | ------------------------------ | ------------------ | ------------------------------------- | ------------------------------- |
| Steinbruch Merckenschlager S von Fürstenstein               |                | 275A001   | Fürstenstein Position            | Passauer Wald           | Der ehemalige Steinbruch zeigt in ungewöhnlich kontrastreicher Weise mannigfaltige Formen der Intrusion jüngerer Granite (Tittlinger und Saldenburger Granit) in den älteren Quarzglimmerdiorit. Das Eindringen der Granite in breiter Front und in Gängen hat zu unterschiedlichen Kontakterscheinungen mit Zerlegung in Schollen, partieller, randlicher und vollständiger Assimilation des Diorits durch die Granite geführt. Die diversen Kontakterscheinungen sind in dem Bruch eindrucksvoll zu sehen. | 8400 120 × 70            | Typ: Kontakt, Gesteinsart Art: Quarz-Diorit, Granit                                                             | Steinbruch                     | wertvoll           | kein Schutzgebiet                     |                                 |
| Ehemaliger Steinbruch Hilgersberg SE von Philippswart       |                | 275A002   | Hofkirchen Position              | Passauer Wald           | In dem ehemaligen Steinbruch ist migmatischer Gneis aufgeschlossen. Dabei können dort verschiedenen Stadien der Migmatisierung, also der partiellen bis vollständigen Wiederaufschmelzung der Gneise, studiert werden. Die Gneise zeigen z. T. Verlust der Textur, eine Trennung der dunkleren und helleren Mineralkomponenten und schlieriges Gefüge. Als Endprodukt treten massige, granitartige Gesteine auf. | 1950 65 × 30             | Typ: Gesteinsart Art: Gneis                                                                                     | Steinbruch                     | bedeutend          | Landschaftsschutzgebiet, FFH-Gebiet   |                                 |
| Ehemaliger Steinbruch am Wimhof                             |                | 275A003   | Vilshofen Position               | Passauer Wald           | In dem stark verwachsenen Steinbruch sind migmatische Gneise, Dolomitmarmore, Granitoide (aplitisch bis pegmatitisch) und Kalksilikathornfelse aufgeschlossen. Der Bruch ist bekannt für seine ehemals reichen, an Kontaktparagenesen gebundenen Mineralfunde. Heute sind die Mineralparagenesen nur noch im Handstück im mikroskopischen Bereich zu erkennen. | 300 30 × 10              | Typ: Mineralien, Kontakt, Metamorphes Gefüge Art: Gneis, Marmor                                                 | Steinbruch                     | wertvoll           | Landschaftsschutzgebiet, FFH-Gebiet   |                                 |
| Marmorbruch S von Rathsmannsdorf                            |                | 275A004   | Windorf Position                 | Passauer Wald           | Im Ostteil des Steinbruchs ist ein grobspätiger, grau-weißer, gebänderter Marmor aufgeschlossen. Im Kontakt zum Marmor als Linsen und Bänder finden sich granitähnliche Gesteine. Die Gesteine sind verfaltet und deformiert. Zugänglich ist fast nur die obere Steinbruchsohle. Der Zugang zu den unteren Wänden ist durch einen Teich erschwert. Der Westteil des Bruches ist heute ein Materiallager. | 800 40 × 20              | Typ: Gesteinsart, Kontakt, Falte/Mulde/Sattel Art: Marmor, Anatexit                                             | Steinbruch                     | wertvoll           | kein Schutzgebiet                     |                                 |
| Ehemaliger Marmorbruch Hausbach ESE von Zeitlarn            |                | 275A005   | Vilshofen Position               | Passauer Wald           | In dem teilweise verstürzten und stark verwachsenen Steinbruch steht ein graphitreicher gebänderter Marmor an. Randlich sind Kalksilikatfelslinsen eingelagert. Die Bänderung des Marmors (Einfallen 50 Grad N) wird an den alten Bruchwänden durch die Verwitterung deutlich. Ausgangsmaterial für das metamorphe Gestein war ein mergeliges, organikhaltiges Sediment. | 150 30 × 5               | Typ: Gesteinsart, Kontakt Art: Marmor, Granit                                                                   | Steinbruch                     | wertvoll           | kein Schutzgebiet                     |                                 |
| Steinbruch Buchet E von Fürstenstein                        |                | 275A006   | Fürstenstein Position            | Passauer Wald           | In dem ehemaligen Steinbruch sind verschiedenen Granite und Diorite des Fürstensteiner Granitmassivs im Kontakt miteinander aufgeschlossen. Unter anderem ist ein sehr feinkörniger Diorit mit Titanfleckenbildung (=Titanfleckendiorit) und fein- bis mittelkörniger Tittlinger Granit zu sehen. Die Gesteine werden von verschiedenen Generationen aplitischer und pegmatitischer Gänge durchzogen. Der Bruch dient als Ausstellungsgelände eines Bildhauers (Stein- und Metallskulpturen). | 1600 80 × 20             | Typ: Gesteinsart Art: Diorit, Granit                                                                            | Steinbruch                     | wertvoll           | kein Schutzgebiet                     |                                 |
| Ehemaliger Steinbruch W von Kalkberg                        |                | 275A007   | Fürstenzell Position             | Isar-Inn-Hügelland      | Im Kalkberger Steinbruch ist das einzige Jura-Profil an der Südgrenze des anstehenden Moldanubikums aufgeschlossen. Die angrenzende Kalkberger Störung bewirkt ein Steilstellen bis Überkippen der Schichten. Die nördlich der Störung gelegenen Kristallingesteine sind im Bruch nicht aufgeschlossen. An Gesteinen des Jura sind zu sehen: Crinoidenkalk (Dogger beta), Mergel und Kalkmergel (Malm alpha) und Kieselknollenkalke (Malm beta). | 4000 100 × 40            | Typ: Standard-/Referenzprofil, Störung Art: Kalkstein                                                           | Steinbruch                     | besonders wertvoll | kein Schutzgebiet                     |                                 |
| Ehemaliger Steinbruch N von Grögöd                          |                | 275A010   | Untergriesbach Position          | Passauer Wald           | Im ehemaligen Steinbruch stehen Gneise der so genannten Kropfmühlserie (bunte Gruppe) und Ganggranite an. Die Gneise sind stark verfaltet, anatektisch überprägt und führen reichlich Einlagerungen von Kalksilikaten, Amphiboliten, Metakarbonaten und Ultrabasiten. Die Gneise werden von feinkörnigem Granit überlagert bzw. durchschlagen. Der Granit führt teilweise rötliche Andalusitnadeln. An den Bruchwänden und an Blöcken sind Gefüge, Mineralisation und Kontakterscheinungen gut zu beobachten. | 3400 85 × 40             | Typ: Gesteinsart, Metamorphes Gefüge, Kontakt Art: Amphibolit, Granit                                           | Steinbruch                     | wertvoll           | kein Schutzgebiet                     |                                 |
| Molasseaufschluss S von Kößlarn                             |                | 275A011   | Kößlarn Position                 | Isar-Inn-Hügelland      | Der Aufschluss zeigt Untere Oncophora-Schichten (Brackwassermolasse) mit Mehlsanden, dem Schillhorizont und Glimmersanden. Der aufgeschlossene Schichtverband zeigt den Übergang vom tieferen, küstennahen zum flachen litoralgeprägten Sedimentationsraum. Der Aufschluss ist für das Verständnis des Verlandungsprozesses der Brackwassermolasse von großer Bedeutung. | 200 20 × 10              | Typ: Schichtfolge, Tierische Fossilien, Sedimentstrukturen Art: Sand                                            | Kiesgrube/Sandgrube            | wertvoll           | kein Schutzgebiet                     |                                 |
| Gneisblöcke NW von Hacklmühle                               |                | 275A013   | Ortenburg Position               | Isar-Inn-Hügelland      | Die Gneisblöcke markieren das südwestlichste Vorkommen von moldanubischem Grundgebirge in diesem Gebiet. Sie wurden an der Wolfach-Störung gegenüber dem Ortenburger Senkungsfeld angehoben. Die auf der Wiese nahe dem Schwimmbad liegenden Gneisblöcke stammen vom Straßenbau. Weitere Gneisblöcke liegen in der Straßenböschung. | 2 2 × 1                  | Typ: Störung, Gesteinsart, Reliktgesteine Art: Cordierit-Sillimanit-Gneis                                       | Block                          | wertvoll           | kein Schutzgebiet                     |                                 |
| Steinbruch Kerber SW von Stützersdorf                       |                | 275A017   | Tittling Position                | Passauer Wald           | In dem Steinbruch sind Tittlinger und Saldenburger Granit in kaltem Kontakt aufgeschlossen. Der Nordteil des Bruches (Fa. Kerber) ist inzwischen aufgelassen. Auf der untersten Sohle ist ein See (als Tauchgewässer genutzt). An großen Blöcken ist der Kontakt zwischen dem älteren fein- bis mittelkörnigen Tittlinger mit dem jüngeren grobkörnigen Saldenburger Granit zu sehen. Der Südteil des Bruches (Kusserwerk Höhenberg) ist noch aktiv. Dort ist derzeit (2003) der Kontakt aufgeschlossen. | 12500 250 × 50           | Typ: Gesteinsart, Mineralien Art: Alkalifeldspat-Granit                                                         | Steinbruch                     | wertvoll           | kein Schutzgebiet                     |                                 |
| Ehemaliger Kohlbruch SE von Obernzell                       |                | 275A018   | Untergriesbach Position          | Passauer Wald           | Im ehemaligen Marmorbruch wurde von Gümbel erstmals das Pseudofossil Eozoon Bavaricum beschrieben. Tatsächlich handelt es sich hierbei um eine geregelte Verwachsung von Forsterit und Kalzit, als Ophicalcit bezeichnet. Eine Aushöhlung in der Steinbruchwand stammt von einem ehemaligen Pegmatit, aus dem Feldspat und Skapolith gewonnen wurde. | 800 40 × 20              | Typ: Mineralien, Gesteinsart Art: Marmor, Gneis, Pegmatit                                                       | Steinbruch                     | wertvoll           | Naturschutzgebiet, FFH-Gebiet         |                                 |
| Ehemaliger Steinbruch in Spiesbrunn                         |                | 275A020   | Breitenberg Position             | Passauer Wald           | In dem Steinbruch wurde ein ca. 5 m mächtiger Lagergang aus feinkörnigem Granit, der zwischen migmatitische Gneise mit metabasischen Einschlüssen eingedrungen ist, abgebaut. Der Abbau folgte der Auflagerungsfläche Granit-Gneis. Diese Kontaktfläche – ein kalter, scharfer Kontakt – ist auf mehreren hundert Quadratmetern aufgeschlossen. Diese Sohlfläche zeigt Gneise mit flaserigem Gefüge, dessen Lagen von hellen und dunklen Bestandteilen sich in Schlieren bis hin zu regellosem Gefüge auflösen. | 4800 120 × 40            | Typ: Kontakt, Metamorphes Gefüge Art: Granit, Gneis                                                             | Steinbruch                     | wertvoll           | kein Schutzgebiet                     |                                 |
| Straßenprofil N von Spechting                               |                | 275A021   | Untergriesbach Position          | Passauer Wald           | Der Straßeneinschnitt oberhalb Spechting schließt ein Profil durch die so genannte bunte Gruppe des Moldanubikums auf. Bei der bunten Gruppe treten zu den Paragneisen diverse andere metamorphe Gesteine wie Amphibolit, Marmor, Kalksilikatfels und Graphitschiefer. Bei Spechting sind Lagengneise (teilweise isoklinal gefaltet), mit Einschaltungen von Graphitschiefern und Kalksilikatgesteinen erschlossen. Ein Porphyritlagergang durchschlägt die Gesteine (horizontales Band in wenigen Metern Höhe). | 1000 200 × 5             | Typ: Gesteinsart, Schichtfolge, Metamorphes Gefüge Art: Biotit-Plagioklas-Gneis, Metamorphes Kalksilikatgestein | Böschung                       | wertvoll           | kein Schutzgebiet                     |                                 |
| Amphibolit am Gipfel des Ruhmannsberges NE von Röhrendobel  |                | 275A022   | Hauzenberg Position              | Passauer Wald           | Der Gipfel des Ruhmannsberges wird durch eine kleine Felsklippe aus Amphibolit gebildet. Aufgeschlossen sind zwei verschiedene Varietäten: ein feinkörniger und ein grobkörniger Amphibolit, die miteinander verwirkt sind. Teilweise zeigen die Gesteine auch ein lagiges Aussehen mit hellen und dunklen Bändern. Als Ausgangsgesteine für die Amphibolite kommen basische Vulkanite in Frage. Nur wenig nördlich des Gipfels ist eine Rippe aus feinkörnigem Granit aufgeschlossen. | 100 10 × 10              | Typ: Gesteinsart Art: Amphibolit                                                                                | Felshang/Felskuppe             | bedeutend          | kein Schutzgebiet                     |                                 |
| Sandgrube NE von Hirschenberg                               |                | 275A023   | Wegscheid Position               | Passauer Wald           | In der Sandgrube sind unter einer ca. 2 m mächtigen Wanderschuttdecke aus Granit und Diorit tiefgründig verwitterte Diatexite (teilweise aufgesschmolzene Gneise) aufgeschlossen. Über die gesamte Aufschlusshöhe sind die Gesteine völlig zersetzt, so dass sie wie Sand abgebaut werden können. Die Gefügemerkmale des Gesteins, wie z. B. das Kluftnetz, sind aber vollständig erhalten. Der Gneiszersatz zeugt von einer intensiven chemischen Verwitterung während des Tertiärs. | 30 15 × 2                | Typ: Gesteinsart Art: Gneisgrus, Granit, Diorit                                                                 | Kiesgrube/Sandgrube            | bedeutend          | kein Schutzgebiet                     |                                 |
| Straßenaufschluss in Breitenberg                            |                | 275A024   | Breitenberg Position             | Passauer Wald           | Der Straßenaufschluss in Breitenberg gibt einen Einblick in die verschiedenen Strukturen eines Migmatits mit zahlreichen Gneisrelikten (= nebulitischer Gneis). Aufgeschlossen ist z. B. ein Migmatit mit regellosen Gefüge, der als Mobilisat zwischen kleinen Gneisschollen eingedrungen ist. In unterschiedlichem Ausmaß kam es im Verlauf der geologischen Geschichte dieser Gesteine auch zur Feldspatsprossung. Am Nordende der Böschung ist ein schmaler Granitgang zu erkennen. | 40 40 × 1                | Typ: Gesteinsart, Metamorphes Gefüge Art: Migmatit                                                              | Böschung                       | bedeutend          | kein Schutzgebiet                     |                                 |
| Ehemalige Mergelgrube NE von Neuhofen                       |                | 275A025   | Tettenweis Position              | Isar-Inn-Hügelland      | Der heutige Aufschluss bei Neuhofen, ein Anschnitt an der Talflanke, liegt unmittelbar im Bereich der ehemaligen Mergelgrube, die für die Mergelfolge der Neuhofener Schichten namensgebend war (Typlokalität). Die Neuhofener Schichten, Sedimente der Oberen Meeresmolasse, bestehen aus hellen grau-weißen Mergeln, Schluffen und Sandmergeln. Makrofossilien, vor allem Muschelschalen, sowie Mikrofauna zeugen von dem marinen Ablagerungsmilieu. Die Grube ist für einige Mikrofossilien Typlokalität. | 18 6 × 3                 | Typ: Typlokalität, Tierische Fossilien Art: Mergel                                                              | Lehmgrube/Tongrube/Mergelgrube | wertvoll           | kein Schutzgebiet                     |                                 |
| Ehemaliger Granitbruch in Büchlberg                         |                | 275A032   | Büchlberg Position               | Passauer Wald           | In dem ehemaligen Steinbruch am Büchlberg wurde einstmals fein bis mittelkörniger Zweiglimmergranit (entspricht Hauzenberger Granit I) abgebaut. Das im frischen Zustand grauweiße Gestein wittert etwas gelblich an. An den Aufschlusswänden sieht man, dass die Verwitterung unterschiedlich tief eingedrungen ist. Der allseitig von den verbliebenen Wänden umrahmte Granitbruch, auf dessen tiefster Sohle sich heute ein See befindet, ist Naturdenkmal und liegt in einem Landschaftsschutzgebiet. | 10000 100 × 100          | Typ: Gesteinsart Art: Granit                                                                                    | Steinbruch                     | bedeutend          | Naturdenkmal, Landschaftsschutzgebiet |                                 |
| Kalksilikatfelsen SW von Schörgendorf                       |                | 275A033   | Thyrnau Position                 | Passauer Wald           | Am unteren Ende des Grabens, der bei Flusskilometer 2218 die Donau erreicht, erschließt ein kleines Felswändchen gebänderte Kalksilikatfelsen mit zahlreichen metamorphen Gefügestrukturen. Das Gestein zeigt eine straffe, enge Bänderung. Gelegentlich sind Isoklinalfalten zu erkennen. Quarz und Amphibolit treten als Knauern bzw. langgestreckte Linsen auf. Kleine Aplitgänge durchschlagen den Lagenbau. Der Aufschluss ist etwas zugewachsen und daher in der Vegetationsphase nicht gut zugänglich. | 40 20 × 2                | Typ: Gesteinsart, Metamorphes Gefüge Art: Kalksilikatfels, Gneis, Aplit                                         | Hanganriss/Felswand            | wertvoll           | Naturschutzgebiet, FFH-Gebiet         |                                 |
| Ehemaliger Steinbruch N von Schauberg                       |                | 275A034   | Sonnen Position                  | Passauer Wald           | Im ehemaligen Steinbruch wurde fein- bis mittelkörnigen Biotitgranit abgebaut. Die nördliche Steinbruchwand erschließt einen ca. 1 m mächtigen dunklen Porphyritgang. Der Porphyrit wittert teilweise sehr hell an. Der Gang wurde nur zum Teil abgebaut. Daher ist an der Wand das auffällig unterschiedliche Bruchverhalten von Granit (weitständiges Kluftnetz, große Blöcke) und Porphyrit (engmaschiges Kluftnetz, kleinblockiger scharfkantiger Schutt) gut zu erkennen. | 900 30 × 30              | Typ: Gesteinsart, Kontakt Art: Granit, Andesit                                                                  | Steinbruch                     | wertvoll           | kein Schutzgebiet                     |                                 |
| Steinbruch am Ochsenberg S von Fürstenstein                 |                | 275A037   | Fürstenstein Position            | Passauer Wald           | Im Steinbruch am Ochsenberg lässt sich das mehrphasige Eindringen von Magmen verschiedener Zusammensetzung besonders gut anhand unterschiedlicher Erscheinungsbilder und Farben erkennen. Der Tittlinger Granit (mittelgrau) zerlegt den Titanitflecken-Granodiorit (dunkelgrau) in abgerundete Schollen. Als beide Gesteinstypen erstarrt waren, drang Biotit-Muskovit-Granit (hellgrau) ein und zerlegte die älteren Gesteine in eckige Schollen. Jüngere, helle Aplite und Pegmatite durchschneiden alle älteren Gesteine. Der Bruch ist in Privatbesitz und kann wochentags nach Anmeldung im Betriebsbüro (Firma Thiele) besichtigt werden. | 15000 150 × 100          | Typ: Magmatisches Gefüge, Typlokalität, Gesteinsart Art: Granodiorit, Aplit, Pegmatit                           | Steinbruch                     | wertvoll           | kein Schutzgebiet                     |                                 |
| Straßenböschung SE Weiding                                  |                | 275A038   | Neukirchen vorm Wald Position    | Passauer Wald           | Charakteristisch für dieses Gebiet sind relativ helle Diatexite, die hier grüne Hornblende sowie Amphibolit-Schollen führen. | 9801 99 × 99             | Typ: Gesteinsart, Metamorphes Gefüge Art: Migmatit, Amphibolit                                                  | Böschung                       | bedeutend          | kein Schutzgebiet                     |                                 |
| Steinbruch Schachet – Granitzentrum Hauzenberg              | weitere Bilder | 275A039   | Hauzenberg Position              | Passauer Wald           | Im Steinbruch Schachet wurde von 1885 bis 1984 blaugrauer Hauzenberger Granodiorit abgebaut und weltweit vermarktet. Heute befindet sich in diesem Steinbruch das Granitzentrum Bayerischer Wald. Die radiometrische Datierung des Gesteins aus diesem Bruch ergab ein Alter von ca. 320 Millionen Jahren. | 5000 100 × 50            | Typ: Gesteinsart, Steinbruch/Grube Art: Granodiorit                                                             | Steinbruch                     | wertvoll           | kein Schutzgebiet                     | Bayerns schönste Geotope Nr. 89 |
| Serpentinit-Aufschluss bei Oberilzmühle                     |                | 275A040   | Salzweg Position                 | Passauer Wald           | Östlich der Ilz befindet sich beim Stauwerk des Elektrizitätswerk sowie an der Zufahrtsstraße auf rund 40 Meter Länge in Felsfreistellungen und der Straßenböschung einer der seltenen Aufschlüsse von Serpentinit. In der Böschung steht das blassgrüne bis weißlich beige, stark geklüftete Gestein teils stark verwittert an. Darüber hinaus ist auch faseriger Chrysotil aufgeschlossen. Im Bereich der Staumauer sind hellbeige bis hellgraue Mylonite aufgeschlossen. Diese Mylonite entstanden durch Bewegungen an der Donaustörung, bei denen die hochmetamorphen Diatexite bei abnehmenden Temperaturen stark verformt wurden.          | 200 40 × 5               | Typ: Metamorphes Gefüge, Gesteinsart Art: Serpentinit, Mylonit                                                  | Hanganriss/Felswand            | wertvoll           | Naturschutzgebiet, FFH-Gebiet         |                                 |
| Graphitbergbau Kropfmühl                                    |                | 275G001   | Hauzenberg Position              | Passauer Wald           | Bei Kropfmühl liegt die einzige Graphitlagerstätte Deutschlands. Das Feld hat eine Ausdehnung von ca. 4 × 1 km. Der Graphit wird untertägig in Flözen, die bis zu 6 m mächtig werden (Graphitgehalt bis zu 30 Prozent), bergmännisch abgebaut. Der Graphit tritt in den Flözen, wie auch im nicht abbauwürdigen Nebengestein (Gneis, Marmore), als bis zu 2 mm große Flocken auf. Die Gewinnung von Graphit findet bereits seit keltischer Zeit statt. | 0 keine Angabe           | Typ: Stollen, Schacht, Hüttenwerk/Schmelzofen, Mineralien, Gesteinsart Art: Gneis, Marmor                       | Tunnel/Stollen/Schacht         | wertvoll           | kein Schutzgebiet                     |                                 |
| Bergbauspuren bei Haagwies und Pfaffenreuth                 |                | 275G002   | Hauzenberg Position              | Passauer Wald           | Ein großes Bruchfeld bei Haagwies mit verfallenen Schächten, Pingen und Halden zeugt von reger Abbautätigkeit. Zahlreiche Einzelabbaustellen wurden später zu einem Feld zusammengefügt. Das ehemalige Stollennetz steht mit dem heute aktivem Abbau bei Kropfmühl in Verbindung. Der Ewigkeitsstollen dient der Wasserhaltung. Das hölzerne Gebäude des Scherlesreuther Schachts wurde erneuert. Infotafeln erläutern die Geschichte des Bergbaus. Bergbauspuren finden sich auch zwischen Pfaffenreuth und Steinbichl (Abbaufeld Stierweide mit großen Halden) sowie bei Pfaffenreuth (Trichtergrubenfeld, vor dem 19. Jahrhundert).           | 37500 250 × 150          | Typ: Pinge/nfeld Art: Biotit-Plagioklas-Gneis, Gneis, Kalksilikatfels                                           | kein Aufschluss                | bedeutend          | kein Schutzgebiet                     |                                 |
| Trichtergrubenfeld im Steinkartforst N von Bad Griesbach    |                | 275G003   | Bad Griesbach im Rottal Position | Isar-Inn-Hügelland      | An mehreren Stellen im Steinkartforst finden sich als Zeugen alter Eisenerzgewinnung sogenannte Trichtergrubenfelder. Trichtergruben sind runde bis ovale, geschlossene Hohlformen. Zwischen ihnen finden sich kleine Wälle und Hügel, die aus dem Aushubmaterial bestehen. Aus den Gruben wurden Eisenerzkonkretionen gewonnen, die an stauenden Lagen im Quarzrestschotter oder am Top des Vollschotters angereichert sind. Der Abbau fand von etwa 250 v. Chr. bis 1200 n. Chr. statt. Das Trichtergrubenfeld ist Bodendenkmal. | 10000 100 × 100          | Typ: Pinge/nfeld Art: Eisen-/Manganerz, Kies                                                                    | kein Aufschluss                | bedeutend          | Bodendenkmal                          |                                 |
| Bergbauspuren im Kirchenholz N von Frauenmühle an der Gaißa |                | 275G004   | Tiefenbach Position              | Passauer Wald           | Ein Abbau auf Graphit hat im Kirchenholz N von Frauenmühle eindrucksvolle Spuren hinterlassen. Zwischen etwa 350 und 390 m Höhe zeigt der Hang (im Wald, unmittelbar an der Waldgrenze) eine auffällig unruhige Morphologie. Zwischen verstreuten trichterförmigen Gruben, den Überresten verstürzter Schächte, türmen sich als unregelmäßige Rücken Abraumhalden. Der ehemalige Graphitabbau im Kirchenholz liegt wesentlich weiter westlich als alle sonstigen bekannten Abbauspuren im Passauer Wald. | 8000 100 × 80            | Typ: Pinge/nfeld, Halde Art: Gneis                                                                              | kein Aufschluss                | bedeutend          | kein Schutzgebiet                     |                                 |
| Grübenfeld der Goldgewinnung bei Eppendorf                  |                | 275G005   | Witzmannsberg Position           | Passauer Wald           | Bis zu 5 m hohe Seifenhügel eines Grübenfelds bei Eppendorf sind Spuren einer vermutlich mittelalterlichen Goldwäscherei. Das Gold wurde aus einer Paläoseife gewaschen. Eine tertiärzeitliche Ur-Ilz hat Gold aus dem Rachelgebiet herangeführt und abgelagert. Hier wurde in jüngerer Zeit das bisher größte Goldnugget Bayerns mit einem Durchmesser von über einem Zentimeter gefunden. Das Objekt steht als Bodendenkmal unter besonderem Schutz (Denkmal-Nr. D-2-7246-0161). | 308000 770 × 400         | Typ: Seifenwäscherei Art: Kies                                                                                  | Pinge                          | wertvoll           | Bodendenkmal                          |                                 |
| Schwefelquelle in Bad Höhenstadt                            |                | 275Q001   | Fürstenzell Position             | Isar-Inn-Hügelland      | Aufgrund der zwei Schwefelquellen, östlich und westlich des Kurhauses gelegen, wurde 1713 das Heilbad in Höhenstadt errichtet. Votivtafeln belegen aber, dass die Wirksamkeit der beiden Quellen bereits lange vorher bekannt war. Die Quellen sind gefasst. Ihren Hauptzufluss erhalten sie aus 15 m Tiefe. Die Genese dieser Mineralwässer ist bislang noch nicht geklärt. Das Quellwasser riecht merklich nach Schwefelwasserstoff. | 0 keine Angabe           | Typ: Mineralquelle Art: Sand, Mergel                                                                            | kein Aufschluss                | bedeutend          | kein Schutzgebiet                     |                                 |
| Hoher Stein W vom Schloss Fürstenstein                      |                | 275R001   | Fürstenstein Position            | Passauer Wald           | Die Gipfelklippen aus Saldenburger Granit zeigen eine ausgeprägte Wollsack- und Matratzenverwitterung. Am Fuß der Felsburg liegen mehrere Blockströme. Klippen und Blockströme sind Ergebnisse des Abtrages, insbesondere durch Bodenfließen und der Verwitterung im Periglazialraum (Permafrostregion) der vergangenen Kaltzeiten. Sie sind typisch für höhere Lagen der Mittelgebirge zwischen den Vereisungsgebieten. | 4000 80 × 50             | Typ: Felsburg, Wollsackbildung, Blockstrom Art: Granit                                                          | Hanganriss/Felswand            | wertvoll           | kein Schutzgebiet                     |                                 |
| Felsblock Hoher Stein SE von Höch                           |                | 275R003   | Neuburg am Inn Position          | Passauer Wald           | Am Rand mehrerer Fischweiher liegt der große rundliche Felsblock aus Perlgneis. Das Gestein ist mittel- bis grobkörnig, in Lagen flaserig mit rundlichen Einsprenglingen und mafischen Schlieren (sichtbar an der Südseite des Blocks). Die Lage in einem Bachtal mit flachen Hängen weist den Block als Erosionsrest einer pleistozänen Solifluktiosdecke aus. | 40 8 × 5                 | Typ: Felsblock Art: Gneis, Granit                                                                               | Block                          | bedeutend          | kein Schutzgebiet                     |                                 |
| Steinschwammerl im Forst Steinkart E von Freiling           |                | 275R004   | Haarbach Position                | Isar-Inn-Hügelland      | In der ehemaligen Kiesgrube in Quarzrestschotter (Süßwassermolasse) wurde die darüber liegende harte Quarzkonglomeratbank von drei Seiten unterhöhlt. Es entstand die pilzartige Felsbildung, der Steinschwammerl. Durch Erosion setzt sich der Prozess der Unterhöhlung fort, so dass derzeit die Konglomerate (Hut des Pilzes) 3 bis 4 m über den Sockel (Stiel des Pilzes) aus lockeren Quarzrestschottern auskragen. Das Bindemittel dieser Restschotter ist nahezu vollständig zersetzt (kaolinisiert). | 35 7 × 5                 | Typ: Felswand/-hang, Ausbruchs/Auswitterungshöhle Art: Konglomerat                                              | Kiesgrube/Sandgrube            | bedeutend          | kein Schutzgebiet                     |                                 |
| Teufelsstein NE von Tittling                                |                | 275R005   | Tittling Position                | Passauer Wald           | Der Felsblock aus migmatischen Gneisen wurde der Sage nach vom Teufel als Wurfgeschoss auf einen Kirchenneubau benutzt (Handabdruck aus herausgewitterten Einschlüssen). | 3 3 × 1                  | Typ: Felsblock Art: Gneis                                                                                       | Block                          | bedeutend          | kein Schutzgebiet                     |                                 |
| Vornbacher Enge NE von Vornbach                             | weitere Bilder | 275R006   | Neuburg am Inn Position          | Passauer Wald           | Die Vornbacher Enge wird als pleistozänes Durchbruchtal gedeutet. An der Grenze zwischen jungen Lockergesteinen zu kristallinem Grundgebirge verengt sich das Tal des Inns merklich. Der Fluss schnitt sich im Pleistozän epigenetisch in das sich langsam hebende Kristallin ein. | 54000 1800 × 30          | Typ: Durchbruchstal Art: Gneis                                                                                  | kein Aufschluss                | bedeutend          | Landschaftsschutzgebiet, FFH-Gebiet   |                                 |
| Gipfel des Eidenberger Lüssen NE von Eidenberg              |                | 275R007   | Wegscheid Position               | Passauer Wald           | Der Gipfel des Eidenberger Lüssen wird von nach W steil abfallenden Felsklippen aus diatektischen Gneisen aufgebaut. Unterhalb des Gipfels liegen ausgedehnte Blockfelder. Die Gipfelklippen und Blockfelder sind Resultat der tiefgreifenden Verwitterung im Tertiär und der verstärkten Erosion im Pleistozän. In exponierten Lagen wurde aufgelockertes Material bis zum Festgestein abgetragen und die Klippen so freigestellt. Lose Blöcke wurden durch Bodenfließen hangabwärts transportiert. | 8000 200 × 40            | Typ: Felswand/-hang, Felskuppe Art: Gneis                                                                       | Hanganriss/Felswand            | bedeutend          | Landschaftsschutzgebiet               |                                 |
| Hohler Fels N von Churfürst                                 |                | 275R008   | Haarbach Position                | Isar-Inn-Hügelland      | Eine große Quarzkonglomeratscholle ist so über weitere Konglomeratblöcke geschoben, dass darunter ein großer Hohlraum entstanden ist, der als trockener Unterstand von Holzarbeiteren genutzt wurde. Durch Solifluktion (Bodenfließen) während der Kaltzeiten gelangten die Felsschollen aus ihrer ursprünglichen Lage etwas höher am Hang an ihre heutige Position. Das Geotop liegt an einem markierten Wanderweg. In der Umgebung finden sich weitere markante Blöcke: Drache, Zwergenburg, Drei Riesen. | 80 10 × 8                | Typ: Felsblock, Gesteinsart, Solifluktionserscheinung Art: Konglomerat                                          | Block                          | bedeutend          | Naturdenkmal                          |                                 |
| Teufelstein SW von Halmstein                                |                | 275R009   | Malching Position                | Isar-Inn-Hügelland      | Die Quarzkonglomeratrippe ragt sehr auffällig und isoliert aus dem morphologischen Geländerücken heraus. Ehemalige Quarzrestschotter wurden im Verlauf der Diagenese weitgehend verkieselt, so dass das Gestein heute fast ausschließlich aus SiO2 besteht. Die Schichtoberfläche des steilstehenden Blockes besteht aus Quarzit (ursprünglich Sandstein) und weist kolkartige Erosionsformen auf. | 40 8 × 5                 | Typ: Felsblock, Gesteinsart Art: Konglomerat                                                                    | Block                          | bedeutend          | Naturdenkmal                          |                                 |
| Felsenensemble NE von Jochenstein an der Donauleite         |                | 275R010   | Untergriesbach Position          | Passauer Wald           | An der Donauleite ragen mehrere Felsrippen aus Augen- und Perlgneis aus dem Hang heraus, die jeweils in steilabfallenden Klippen (10 bis 15 m) enden. Ein annähernd rechtwinklig aufeinander stehendes Kluftsystem ist für die Quaderform der Türme verantwortlich. Auch der Blockstrom zwischen den Rücken besteht aus auffällig geometrischen Gneisquadern. Die Klippen erlauben einen fantastischen Blick auf das Kerbtal der Donau und auf Jochenstein (Klippen unterhalb Wanderweg, Achtung Absturzgefahr!!!). | 400 20 × 20              | Typ: Felsgruppe, Felsturm/-nadel, Blockstrom Art: Gneis                                                         | Felshang/Felskuppe             | wertvoll           | Naturschutzgebiet, FFH-Gebiet         |                                 |
| Felswand an der Donauleite SE von Obernzell                 |                | 275R011   | Untergriesbach Position          | Passauer Wald           | Östlich von Passau hat sich die Donau tief in den kristallinen Untergrund eingeschnitten. Das bayerische Nordufer wird von den 200 bis 300 m hohen Steilhängen der Donauleite begleitet. Im Außenbereich von Flusskrümmungen, an den Prallhängen, sind diese besonders markant ausgebildet. Die große Felswand am Prallhang SE von Obernzell (unterer Bereich für die Straße freigesprengt) erschließt ein Profil durch Gesteine der bunten Gruppe mit verschieden ausgebildeten Gneisen im Wechsel mit Kalksilikatgestein. | 5000 100 × 50            | Typ: Prallhang, Kerbtal, Gesteinsart Art: Gneis, Kalksilikatfels                                                | Hanganriss/Felswand            | wertvoll           | Naturschutzgebiet, FFH-Gebiet         |                                 |
| Felsen am Aubach                                            |                | 275R012   | Hauzenberg Position              | Passauer Wald           | In Felsfreistellungen oberhalb des Aubaches stehen helle, feinkörnige, Granat-führende Gesteine aus Quarz und Kalifeldspat an, vereinzelt ist Kyanit nachweisbar. Diese felsischen Granulite belegen eine Hochdruck-Metamorphose um 340 Ma. | 9801 99 × 99             | Typ: Felswand/-hang Art: Granulit                                                                               | Felshang/Felskuppe             | wertvoll           | kein Schutzgebiet                     |                                 |
| Hochmoor im Ranna-Tal                                       |                | 275R013   | Hauzenberg Position              | Passauer Wald           | An der Ranna ist ein Hochmoor auf dem Talgrund aufgewachsen. Derartige oligotrophe Moore kommen üblicher Weise eher abseits der Täler, vorwiegend niederschlagsgespeist vor. Die Entstehung des Moores ist hier mit einem Quellhorizont am Talrand zu verbinden. | 50000 500 × 100          | Typ: Hochmoor Art: Torf                                                                                         | kein Aufschluss                | bedeutend          | FFH-Gebiet                            |                                 |
| Kiesgrube NE Kapfham                                        |                | 275A036   | Eging am See Position            | Passauer Wald           | In dieser Grube ist die Basis der Tertiärsedimente über Grundgebirge aufgeschlossen. Die Gneise sind stark verwittert. Die kiesig dominierte Sedimentabfolge beginnt mit einem Horizont blockiger Gneiskomponenten (bis ca. 20 cm, jetzt mürbe zerfallend). | 62700 330 × 190          | Typ: Gesteinsart, Schichtfolge Art: Kies, Gneisgrus, Gneis                                                      | Kiesgrube/Sandgrube            | wertvoll           | kein Schutzgebiet                     |                                 |